# Serhij Hajduczenko
Serhij Serhijowycz Hajduczenko, ukr. Сергій Сергійович Гайдученко; ros. Сергей Сергеевич Гайдученко – Siergiej Siergiejewicz Gajduczenko (ur. 6 czerwca 1989 w Kijowie, Ukraińska SRR) – ukraiński hokeista pochodzenia rosyjskiego, reprezentant Ukrainy.

## Kariera
- Łokomotiw 2 Jarosław (2006-2008)
  -  Mietałłurg Nowokuźnieck (2007-2008)
- Łokomotiw Jarosław (2008-2010)
  -  Łoko Jarosław (2010)
- CSKA Moskwa (2010-2012)
  -  Krasnaja Armija Moskwa (2011)
- Sibir Nowosybirsk (2012-2013)
- Donbas Donieck (2013-2014)
- Kubań Krasnodar (2014-2015)
- Chimik Woskriesiensk (2015-2016)
- KHL Medveščak Zagrzeb (2016/2017)

Karierę rozwijał w klubach rosyjskich. Został zawodnikiem Łokomotiwu Jarosław. W tym klubie grał w drużynie rezerwowej, tymczasowo grał w Mietałłurgu Nowokuźnieck w Superlidze, a od 2008 był zawodnikiem ekipy seniorskiej Łokomotiwu w elitarnych rozgrywkach KHL. Jednocześnie zaliczał mecze w zespole juniorskim w lidze MHL. W międzyczasie, w drafcie NHL z 2007 został wybrany przez Florida Panthers. W czerwcu 2010 został przetransferowany do CSKA Moskwa, z którym w lipcu 2010 podpisał dwuletnią umowę. Także w tym klubie grał w lidze KHL oraz odbywał mecze w rozgrywkach MHL. W maju 2012 pierwotnie został ponownie zawodnikiem Łokomotiwu, po czym miesiąc później został przekazany do Sibiru Nowosybirsk. W jego barwach rozegrał sezon KHL (2012/2013). W trakcie kolejnej edycji KHL (2013/2014) w grudniu 2013 został zawodnikiem Donbasu Donieck. W 2014 został zawodnikiem Kubania Krasnodar w drugiej lidze rosyjskiej, WHL. Od lipca 2015 do maja 2016 zawodnik Chimika Woskriesiensk także w WHL. Od sierpnia 2016 zawodnik chorwackiego Medveščaka Zagrzeb.
W barwach Ukrainy uczestniczył w turniejach mistrzostw świata 2014, 2018 (Dywizja I).

## Sukcesy

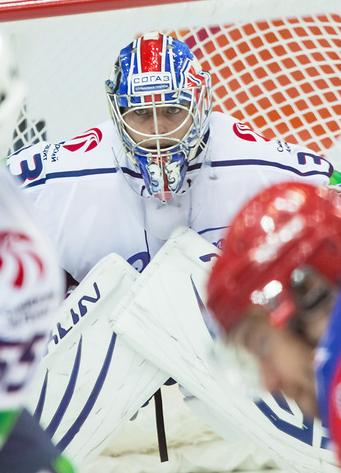
Serhij Hajduczenko w barwach Sibiru Nowosybirsk (2012)

Klubowe
- Srebrny medal mistrzostw Rosji: 2009 z Łokomotiwem Jarosław
- Puchar Charłamowa – mistrzostwo MHL: 2011 z Krasnaja Armija Moskwa

Indywidualne
- Mistrzostwa Świata w Hokeju na Lodzie 2014/I Dywizja#Grupa 1:
  - Drugie miejsce w klasyfikacji meczów bez straty gola: 1[9]
- Mistrzostwa Świata w Hokeju na Lodzie 2018/I Dywizja#Grupa B:
  - Trzecie miejsce w klasyfikacji skuteczności interwencji w turnieju: 93,33%[10]
  - Trzecie miejsce w klasyfikacji średniej goli straconych na mecz: 2,44